# 陶公庙
陶公庙，又名陶真人庙，位于湖南省长沙县榔梨镇浏阳河畔，始建于南朝梁天监四年，为祭祀陶淡、陶烜叔侄而建。
陶淡，字处静，为东晋长沙郡公陶侃之孙，隐居临湘山修炼道术，乡民尊为陶真人，为立此祠，千年以来香火旺盛。清乾隆年间重建，光绪年间继续扩建，主要建筑有山门、戏楼、石级、大殿及配殿，建筑面积约1300余平方米，内有朱熹、罗典、翁同龢等所书匾额。阴历正月十三和八月十七相传为两位陶公菩萨诞辰，每年此地都举行大型庙会。文化大革命中，庙内联匾雕塑壁画等文物受到严重破坏。1986年定为长沙市重点文物保护单位，当地政府拨款修复山门和戏台。1990年交付长沙市道教协会管理，恢复宗教活动。1994年开始大规模修复工程。1996年补列为湖南省文物保护单位。

## 图集

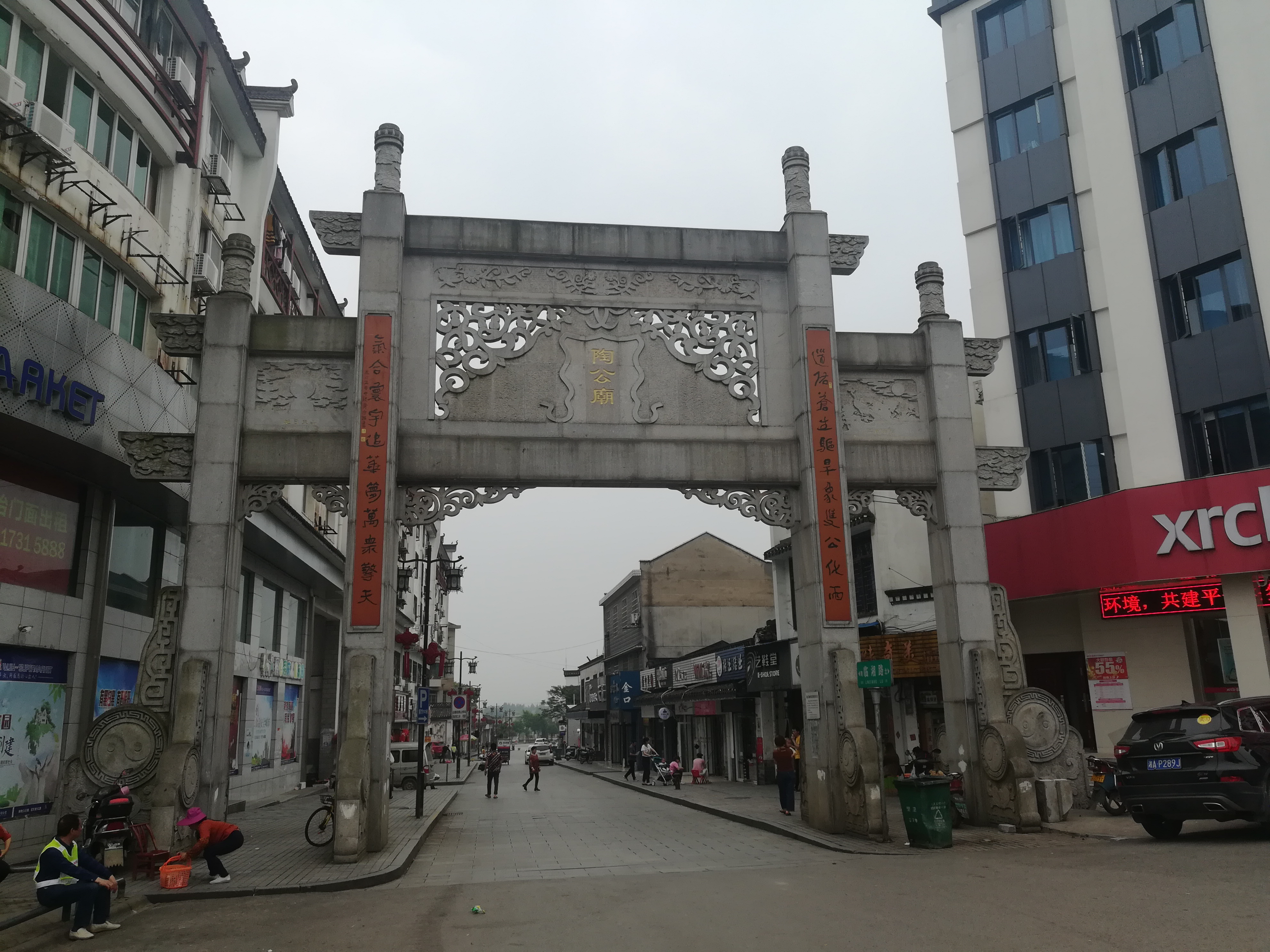
牌坊
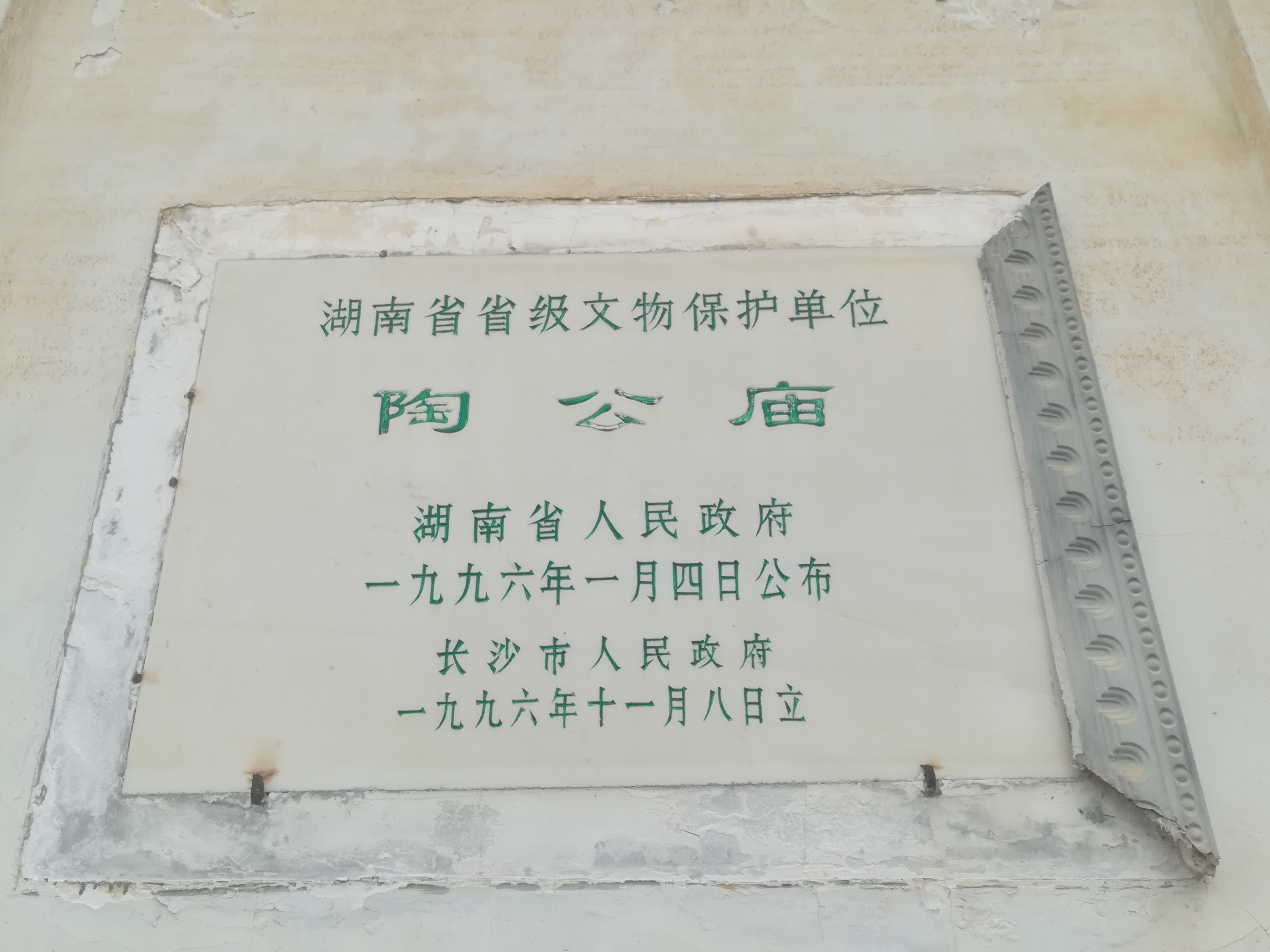
文保碑
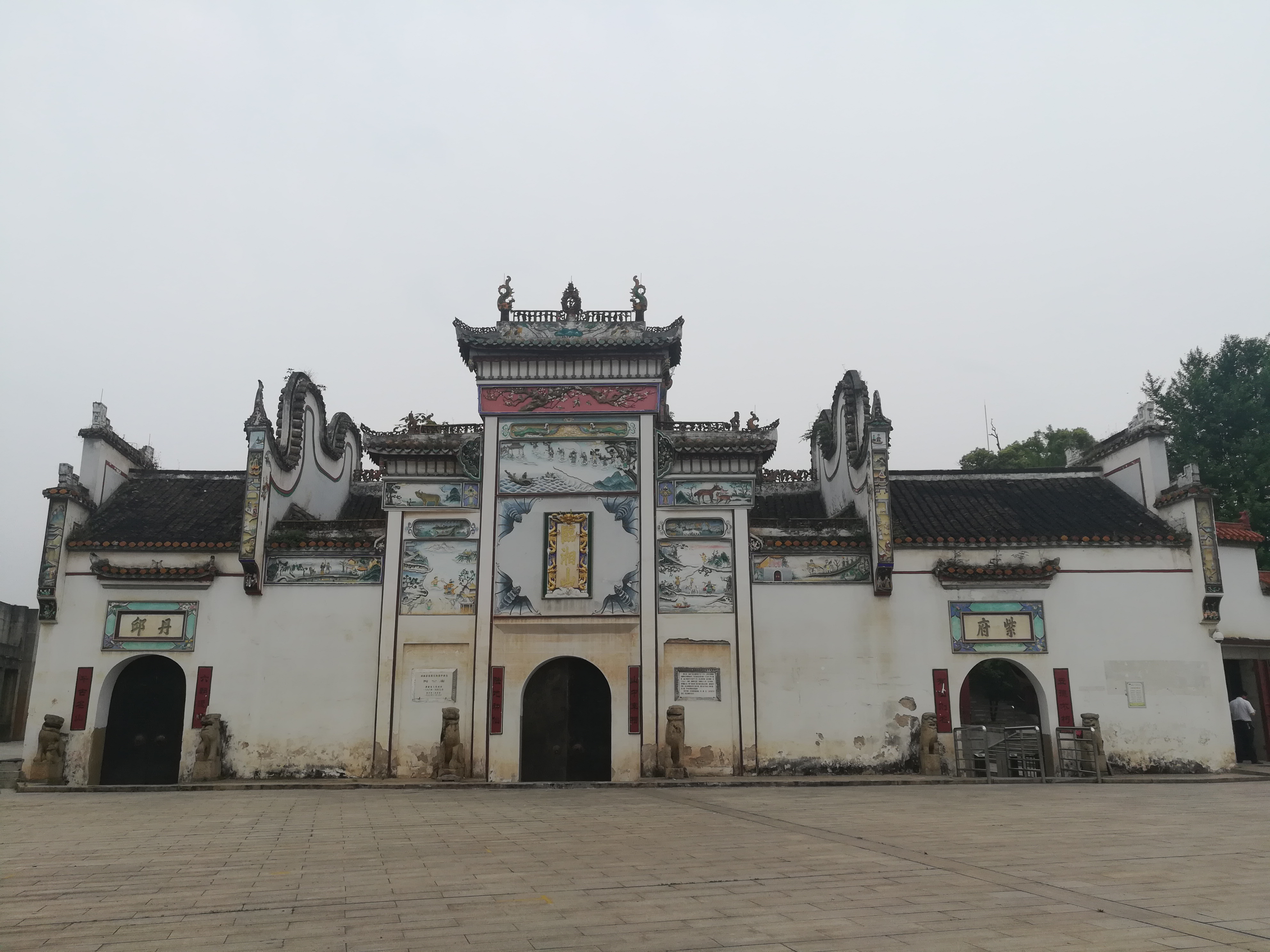
山门
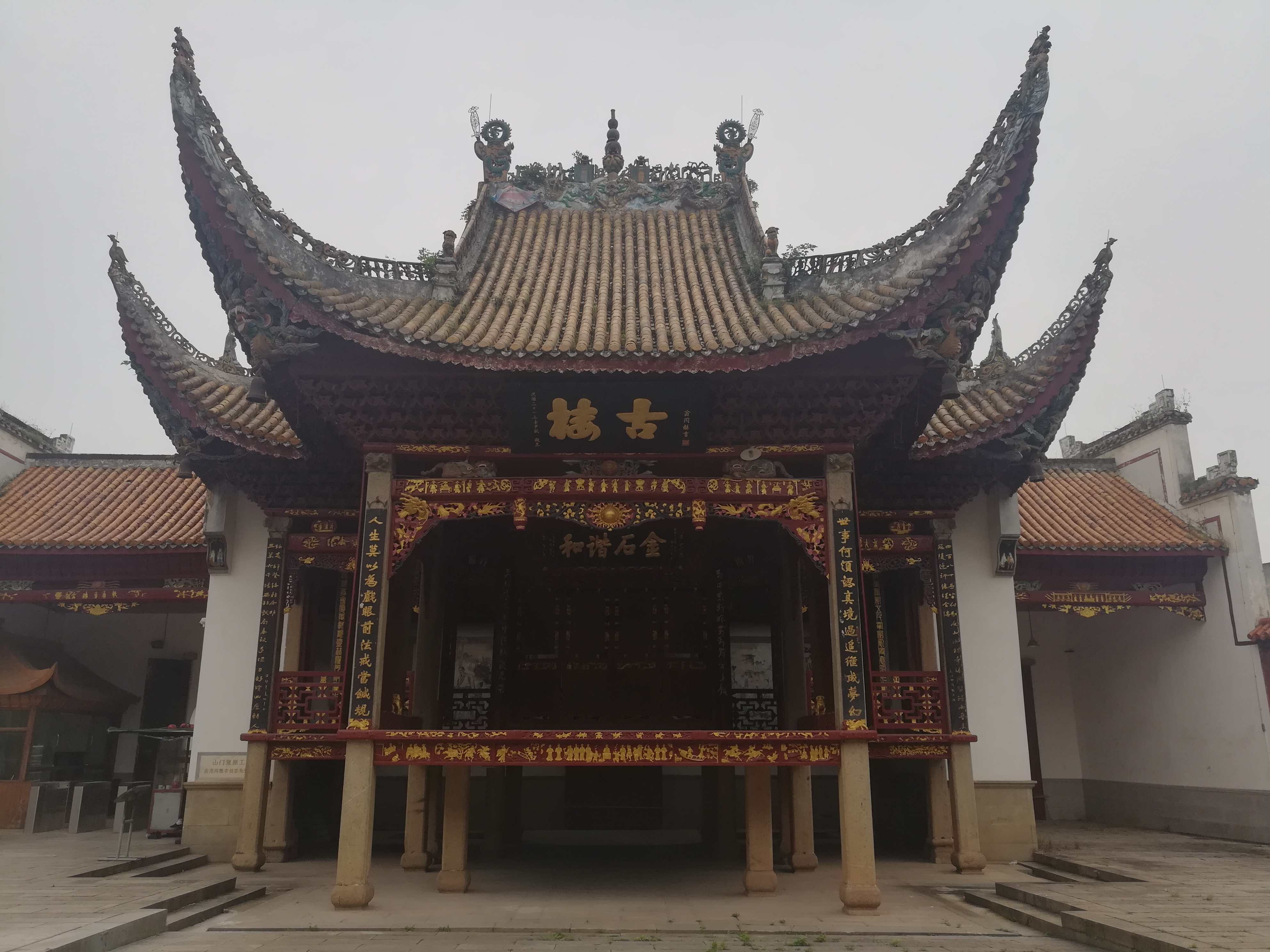
戏台
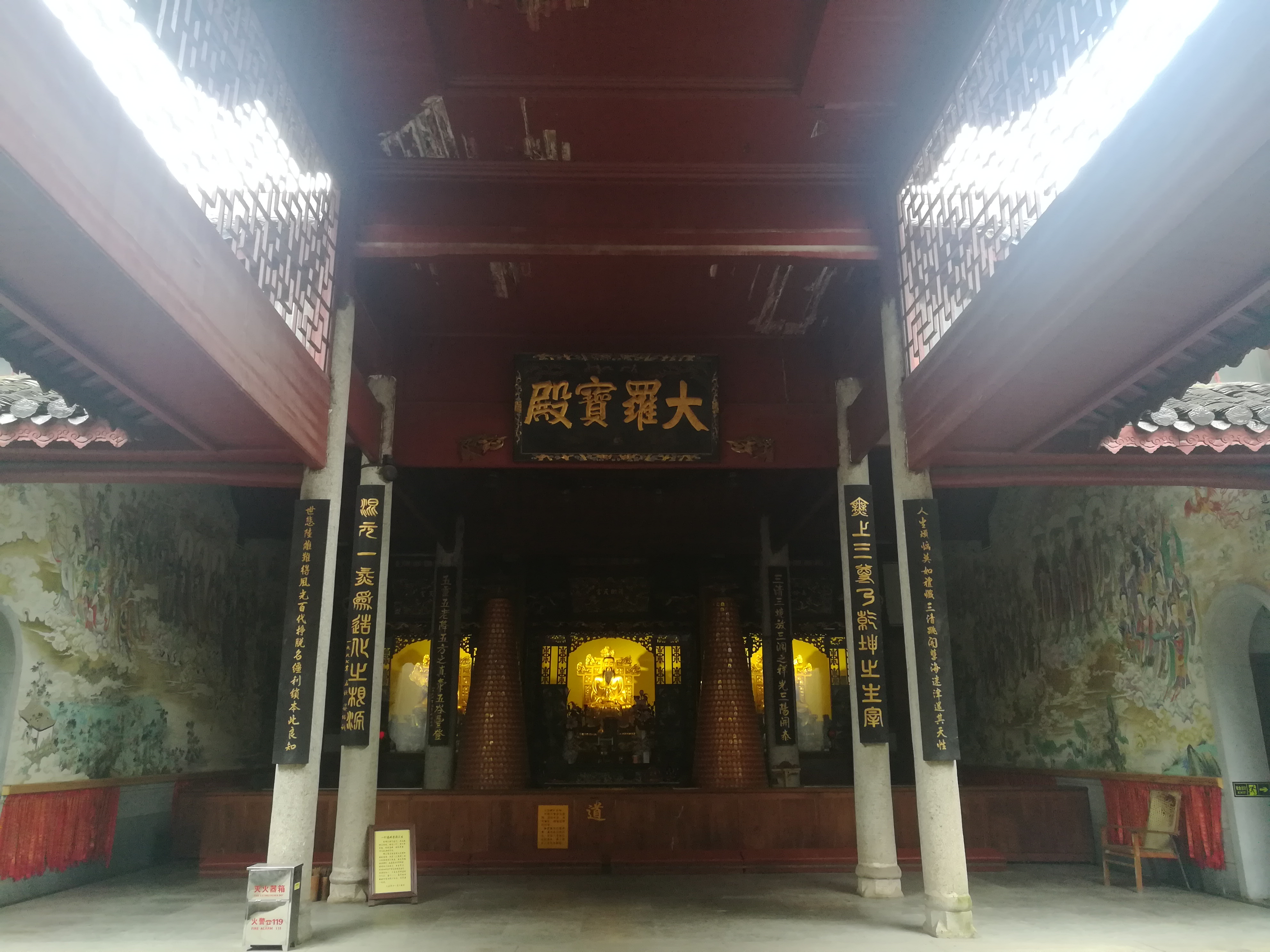
大罗宝殿